# Kommunale Entwicklungspolitik
Kommunale Entwicklungspolitik bezeichnet die Summe aller kommunalpolitischen Maßnahmen, Mittel und Programme, die Kommunen einsetzen und ergreifen, um die nachhaltige Entwicklung vor Ort ebenso wie in ihren Partnerkommunen im Globalen Süden zu fördern.
Kommunale Entwicklungspolitik umfasst neben Maßnahmen im Inland, wie zum Beispiel Informations- und Bildungsarbeit, Projekte zum Fairen Handel, Strategieentwicklung zur Umsetzung der Agenda 2030 auf kommunaler Ebene sowie die Zusammenarbeit zwischen Kommunen und migrantischen Organisationen auch die gleichberechtigte Zusammenarbeit mit Partnerkommunen im Ausland. Der wechselseitige Austausch von Erfahrung und Wissen trägt dazu bei, Lebensbedingungen vor Ort zu verbessern in Deutschland und im Globalen Süden.

## Eingrenzung des Begriffs
Anders als der Begriff kommunale Entwicklungszusammenarbeit meint kommunale Entwicklungspolitik nicht nur Aktivitäten im Ausland, sondern auch im Inland. Ziel der Kommunalen Entwicklungspolitik ist es, strukturelle Probleme nicht allein durch Hilfsprojekte im Ausland, sondern in erster Line durch eine gleichberechtigte und nachhaltige Zusammenarbeit von Partnerkommunen im In- und Ausland zu lösen. Im Beschluss des Bund-Länder-Ausschusses Entwicklungszusammenarbeit vom 7. Juni 2010 zur Umsetzung des Beschlusses der Ministerpräsidenten der Länder vom 24. Oktober 2008 zur Kommunalen Entwicklungspolitik steht dazu: unter Kommunaler Entwicklungspolitik wird „die Summe der Mittel und Maßnahmen verstanden, die die Kommunen einsetzen und ergreifen, um die global nachhaltige Entwicklung in der eigenen Kommune, ebenso wie in Partnerkommunen in Entwicklungs- und Transformationsländern zu fördern. Sie umfasst neben den Maßnahmen im Inland, wie die Informations- und Bildungsarbeit, auch die Entwicklungszusammenarbeit, das heißt die Verbesserung der Lebensbedingungen in den Partnerkommunen im Ausland durch den Austausch von Erfahrungen und Wissen auf der jeweils korrespondierenden Ebene sowie das zur Verfügung stellen von Ressourcen“.
Im Kontext des Begriffs Kommunale Entwicklungspolitik wird häufig die Bezeichnung „Kommunen“ verwendet. Unter diesen Begriff fallen in Deutschland Städte, Landkreise, Gemeinden und Gemeindeverbände.

## Rechtlicher Rahmen
Von staatlicher Seite (Bundes- und Länderebene) wird Entwicklungspolitik unterstützt und rechtlich gefordert. Bund und Länder arbeiten in Ausprägung des kooperativen Föderalismus auf diesem Gebiet zusammen. Dies geschieht unter anderem durch Beschlüsse der Länder (Ministerpräsidentenkonferenz) und des Bund-Länder-Ausschusses.
Das auf Bundesebene zuständige Ministerium für wirtschaftliche Zusammenarbeit und Entwicklung (BMZ) sieht die besondere Bedeutung der Entwicklungszusammenarbeit darin, Menschen in anderen Ländern die Freiheit zu geben, ohne materielle Not selbstbestimmt und eigenverantwortlich ihr Leben zu gestalten und ihren Kindern eine gute Zukunft zu ermöglichen. Bei der Erreichung dieser internationalen Ziele sind die Kommunen aufgrund ihres speziellen kommunalen Know-hows und ihrer Bürgernähe laut Ministerpräsidentenkonferenz wichtige Akteure.

## Wirkungsfeld
Im Zuge der kommunalen Entwicklungspolitik gehen deutsche Kommunen Partnerschaften mit Städten und Gemeinden in Afrika, Asien, Lateinamerika und Ost- und Südeuropa ein. Sie engagieren sich in Klimapartnerschaften, beteiligen sich beim Aufbau demokratischer Strukturen und vermitteln kommunales Know-how. Auf diese Weise werden Wissen und Erfahrungen zu Themen wie Klimawandel, Infrastruktur, Mobilität, Migration und demografischer Wandel ausgetauscht.
Durch ihr gleichzeitiges Engagement im In- und Ausland tragen Kommunen dazu bei, internationale Ziele der Weltgemeinschaft zu erreichen, sich selbst nachhaltiger zu entwickeln und eine weltweit gerechte und nachhaltige Entwicklung zu fördern.
Mit der Verabschiedung der Agenda 2030 für nachhaltige Entwicklung drückt die internationale Staatengemeinschaft ihre Überzeugung aus, dass sich globale Herausforderungen nur gemeinsam lösen lassen. Durch ihre Nähe zu Bürgern, Unternehmen und lokalen Initiativen kommt Kommunen beim Erreichen dieser Ziele eine entscheidende Rolle zu. Auch auf europäischer Ebene erkennt man Kommunen als wichtige Akteure in der Entwicklungspolitik an und ermutigt sie zu mehr Engagement.

## Meilensteine der kommunalen Entwicklungspolitik
Städte, Gemeinden und Landkreise in Deutschland sind seit einigen Jahren verstärkt Akteure in der kommunalen Entwicklungspolitik. Den Weg von kommunalem Engagement in der Entwicklungspolitik kennzeichnen folgende Meilensteine:
- September 1985, Köln: Erste Europäische Konferenz zur kommunalen Entwicklungszusammenarbeit in Köln.
- Juni 1992: Verabschiedung der Agenda 21 bei der Konferenz über Umwelt und Entwicklung der Vereinten Nationen in Rio de Janeiro (UNCED) mit Kapitel 28 und der Aufforderung an alle Kommunen weltweit, eine „Lokalen Agenda 21“ bis 1996 zu erarbeiten.
- Juni 1994: Mit dem Beschluss des Deutschen Bundestages „Stärkung der kommunalen Nord-Süd-Arbeit – Förderung der Lokalen Agenda 21 – Umsetzung der Charta von Berlin“ fordert der Bundestag die Bundesregierung auf, der Kommunalen Entwicklungspolitik alle notwendige Unterstützung zukommen zu lassen.
- Januar 1996, Bonn: Gründung des Zentrums für Kommunale Entwicklungszusammenarbeit (ZKE). Ziel des ZKE war es, internationalen und nationalen Erfahrungsaustausch zu organisieren, eine Datenbank aufzubauen und einen Informationsdienst zur Kommunalen Entwicklungszusammenarbeit zu etablieren.[7]
- April 1999, Bonn: Der Stadtrat Bonn verabschiedet das „Konzept für Internationale Kontakte“. Das Konzept enthielt die ersten konkreten Ansätze für kommunalen Erfahrungsaustausch in Projekten.
- Dezember 2001, Bonn: Gründung der Servicestelle Kommunen in der Einen Welt (SKEW). Die Servicestelle mit Sitz in Bonn bietet im Auftrag des Bundesministeriums für wirtschaftliche Zusammenarbeit und Entwicklung und der sie ko-finanzierenden Bundesländer Kommunen Beratung und Unterstützung zur Kommunalen Entwicklungspolitik an.[7]
- 2010: Im Jahr 2010 hat der Bund-Länder-Ausschuss Entwicklungszusammenarbeit unter Beteiligung des Deutschen Städtetags und des Deutschen Landkreistags einen Beschluss zur Kommunalen Entwicklungspolitik gefasst. Dies geschah, um das wachsende Engagement von Städten, Gemeinden und Landkreise zu würdigen und auszubauen.
- September 2015: Die Agenda 2030 mit ihren 17 globalen Entwicklungszielen (SDGs) wird verabschiedet. Die 17 Ziele für nachhaltige Entwicklung sind politische Zielsetzungen der Vereinten Nationen (UN), die zur Sicherung einer nachhaltigen Entwicklung auf ökonomischer, sozialer und ökologischer Ebenen dienen sollen. Eine aktive Rolle der Kommunen in den internationalen Diskursen wird insbesondere durch das SDG 11 zum Ausdruck gebracht „Städte und Siedlungen inklusiv, sicher, widerstandsfähig und nachhaltig machen“.

## Akteure der kommunalen Entwicklungspolitik in Deutschland
- Bundesministerium für wirtschaftliche Zusammenarbeit und Entwicklung (BMZ)

- Deutsche Gesellschaft für internationale Zusammenarbeit (GIZ)
- Deutsche Länder
- Deutsche Sektion des Rates der Gemeinden und Regionen Europas (RGRE)
- Deutscher Landkreistag (DLT)
- Deutscher Städte- und Gemeindebund (DStGB)
- Deutscher Städtetag (DST)
- Deutsches Evaluierungsinstitut der Entwicklungszusammenarbeit (DEval)
- Deutsches Institut für Entwicklungspolitik (DIE)
- Servicestelle Kommunen in der Einen Welt (SKEW) von Engagement Global
- Verband der kommunalen Unternehmen (VKU)
- Zivilgesellschaftliche Akteure im Themenfeld: Verband Entwicklungspolitik und Humanitäre Hilfe deutscher Nichtregierungsorganisationen e.V. (VENRO), Eine Welt Netzwerk Thüringen e.V.